# 1. FC Saarbrücken
1. FC Saarbrücken is een Duitse voetbalclub uit de stad Saarbrücken.

## Geschiedenis

### FV 03 Saarbrücken
De club werd op gericht op 18 april 1903 als voetbalafdeling van TV 1876 Malstatt. In 1907 splitsten de voetballers zich van de turnvereniging af als FV Malstatt-Burbach. Op 1 april 1909 werd de naam in FV Saarbrücken gewijzigd. De club was aangesloten bij de Zuid-Duitse voetbalbond en speelde vanaf 1908 in de B-klasse Saargau, de derde klasse. De club eindigde meestal in de middenmoot en lager dan stadsrivaal SC Saar 05 Saarbrücken. Vanaf 1912 speelde de club in de A1-klasse. Na de Eerste Wereldoorlog werd de club ingedeeld in de nieuwe Saarcompetitie, de hoogte klasse. Na twee seizoenen in de middenmoot ging de club in de Rijnhessen-Saarcompetitie spelen. Deze competitie bestond eerst uit vier reeksen en werd over twee seizoenen teruggebracht naar één reeks. De club overleefde beide schiftingen in tegenstelling tot rivaal Saar 05 Saarbrücken, waardoor ze voor het eerst de eerste club van de stad werden. In 1924/25 streed de club voor het eerst echt om de titel en moest uiteindelijk SV Wiesbaden 1899 met één punt laten voorgaan. Een jaar later werd de club voor het eerst kampioen met één punt voorsprong op 1. FSV Mainz en plaatste zich voor de Zuid-Duitse eindronde, waar ze echter geen maat waren voor de andere clubs. Het volgende seizoen was het Mainz dat één punt maar behaalde als Saarbrücken, maar vanaf dit jaar mochten de vicekampioenen ook wel naar de eindronde, waar de club echter laatste werd. In 1927 werd de Saarcompetitie heringevoerd en de club won opnieuw de titel. In de eindronde werden ze wederom laatste. Na een minder seizoen plaatste de club zich van 1930 tot 1932 telkens voor de eindronde, maar moest de titel telkens aan FK Pirmasens laten. In de eindronde kon de club nooit potten breken. In 1932/33 werd de club vijfde.
Na dit seizoen kwam de NSDAP aan de macht die de competitie grondig hervormde. De Zuid-Duitse bond verdween en er kwamen nieuwe competities. Omdat de club slechts vijfde werd kwalificeerde FV zich niet voor de Gauliga Südwest. De club ging nu in de tweede klasse spelen en werd in het eerste seizoen tweede met grote achterstand op SV Saar 05 Saarbrücken. Het volgende jaar werd de club kampioen met bijna het maximum van de punten. Via de eindronde promoveerde de club naar de Gauliga. Na enkele plaatsen in de middenmoot eindigde de club in 1938/39 samen met Rot-Weiß Frankfurt en FK Pirmasens laatste. Na een kleine eindronde moesten Saarbrücken en Pirmasens degraderen. Door het uitbreken van de Tweede Wereldoorlog werd de Gauliga echter opgesplitst in twee reeksen en kon de club toch in de hoogste afdeling blijven maar Saarbrücken trok zijn team dat jaar vrijwillig terug. Na één seizoen keerde de club weer terug en werd meteen groepswinnaar van de groep Saarpfalz. In de finale om de titel verloor de club van Kickers Offenbach. Na dit seizoen werd de Gauliga ontbonden en opgesplitst in twee kleinere Gauliga's. Saarbrücken ging in de Gauliga Westmark spelen en won deze in het tweede seizoen. Voor het eerst plaatste de club zich voor de eindronde om de Duitse landstitel. Na overwinningen op FC Mülhausen, SV Victoria 1911 Köln, VfR Mannheim, First Vienna FC en plaatste zich zo voor de finale, die met 3:0 verloren werd van Dresdner SC. Door een bombardement op de terreinen van de club ging FV voor seizoen 1943/44 een tijdelijke fusie aan met SC 07 Altenkessel. Als KSG FV/AK Saarbrücken kon de titel verlengd worden. In de eindronde werden Göppinger SV en FC Mülhausen verslagen. In de kwartfinale verloor de club dan van 1. FC Nürnberg.

### 1. FC Saarbrücken
Na de oorlog werden alle Duitse voetbalclubs ontbonden. De club werd heropgericht onder de naam 1. FC Saarbrücken. De Oberliga Südwest werd de nieuwe hoogste klasse en Saarbrücken werd de eerste kampioen. De volgende twee jaar eindigde de club nog in de top drie. Saarland werd na de oorlog aanvankelijk niet opgenomen bij West-Duitsland en had een aparte status. Frankrijk wilde dat Saarland onafhankelijk werd van Duitsland. In 1948 trokken daarom alle clubs uit Saarland zich terug uit de competitie om in de nieuwe competitie Ehrenliga Saarland te gaan spelen. De club voelde zich hier echter te sterk voor en diende een verzoek in om in de Franse tweede klasse te mogen spelen. De club mocht hier aantreden als FC Sarrebruck, maar de resultaten werden niet opgenomen in het klassement en de club speelde dus buiten competitie. Als de resultaten wel geteld hadden dan zou de club met 6 punten voorsprong op Girondins de Bordeaux kampioen geworden zijn. De club mocht niet promoveren naar de hoogste klasse en werd zelfs uit de competitie gesloten. Hierna speelde de club vriendschappelijke wedstrijden en organiseerde ook de Internationale Saarlandbeker, die ze in 1950 wonnen. Saarbrücken was de eerste Duitse club die tegen Real Madrid kon winnen (4:0).
In het seizoen 1951/52 keerden de clubs uit Saarland terug naar de Duitse competitie en Saarbrücken werd meteen kampioen en haalde de finale om de titel die verloren werd van VfB Stuttgart. De volgende jaren bleef de club in de subtop actief. Omdat de Saarse voetbalbond tot 1956 lid van de FIFA was mocht de club als vertegenwoordiger van het protectoraat Saarland in 1955/56 deelnemen aan de allereerste Europacup I. De club won de heenwedstrijd tegen AC Milan met 4:3, maar verloor de terugwedstrijd met 1:4 en was uitgeschakeld. Na een tweede plaats in 1956/57 plaatste de club zich opnieuw voor de nationale eindronde, maar werd laatste in de groepsfase met Hamburger SV, Duisburger SpV en 1. FC Nürnberg.
In 1963 was de club een van de 16 gelukkigen (uit 46 kandidaten) die mocht starten in het allereerste seizoen van de Bundesliga. De keuze voor Saarbrücken was controversieel, omdat er regionale rivalen van de club waren die betere prestaties konden voorleggen de afgelopen jaren. Aan het einde van het seizoen degradeerde Saarbrücken. Hierna speelde de club in de Regionalliga, die nu de tweede klasse was. Op twee seizoenen na speelde de club tot 1974 steeds in de top zes. Hierna werd de 2. Bundesliga ingevoerd als nieuwe tweede klasse. In 1976 werd de club kampioen en promoveerde terug naar de Bundesliga, waar ze het twee seizoenen volhielden. Na drie seizoenen 2. Bundesliga degradeerde de club naar de Oberliga Südwest en speelde zo voor het eerst op niveau van de derde klasse. Na twee seizoenen promoveerde de club en ook in de 2. Bundesliga had de club maar twee seizoenen nodig om weer te promoveren. In 1985 bereikte de club als tweedeklasser ook de halve finale van de DFB-Pokal. Na een zeventiende plaats degradeerde de club weer uit de Bundesliga. Na twee mindere seizoenen draaide de club opnieuw mee aan de top en dwong in 1992 opnieuw een promotie af naar de Bundesliga, maar konden ook nu het behoud niet verzekeren. De club won geen enkel van zijn laatste zestien wedstrijden en verloor de laatste negen wedstrijden. In 1995 werd de club zevende, maar kreeg geen licentie en werd zo teruggezet naar de Regionalliga, die nu de derde klasse was. De club draaide altijd bovenaan mee en promoveerde in 2000 weer naar de 2. Bundesliga. Na twee seizoenen degradeerde de club weer en keerde na twee jaar terug om dan opnieuw na twee jaar te degraderen. Na degradatie in 2006 uit de 2. Bundesliga volgde een nieuwe degradatie naar de Oberliga. Door de invoering van de 3. Liga in 2008 werd de vijfde klasse, waardoor de club ondanks een vijfde plaats eigenlijk voor de derde keer op rij degradeerde en in een absoluut dieptepunt zat. In 2009 werd de terugval een halt toegeroepen door kampioen te worden en terug te keren naar de Regionalliga. Het seizoen daarop wist de club ook in de Regionalliga West kampioen te worden, hierdoor promoveerde het voor het tweede achtereenvolgende seizoen, ditmaal naar de 3. Liga. De club draaide meteen goed mee en versloeg FC Carl Zeiss Jena zelfs met 0:7, de hoogste uitzege in de geschiedenis van de 3. Liga. Na drie plaatsen in de middenmoot eindigde de club laatste in 2014 en degradeerde.
In 2020 bereikte Saarbrücken verrassend de halve finale van het Duitse bekertoernooi, hierin verloor het tegen bundesligist Bayer 04 Leverkusen met 0-3. 
In 2023 werd recordkampioen van Duitsland Bayern München met 2-1 verslagen in de achtste finale de beker. Een ronde later stuntte het opnieuw door thuis met 2-0 te sterk te zijn voor Eintracht Frankfurt. In de halve finale eindigde, in eigen stadion, het bekersprookje met 0-2 tegen 1. FC Kaiserslautern.

## Erelijst
Kampioen Rijnhessen-Saar
1926
Kampioen Saar
1928
Gauliga Westmark
1943, 1944
Oberliga Südwest
1946, 1952, 1961
Ligue 2
1949 (officieus)
Internationale Saarlandbeker
1950
Ehrenliga Saarland
1951 (1.FC Saarbrücken II)
Eindronde om Duitse titel
Finalist: 1943, 1952

## Saarbrücken in Europa
1/8 = achtste finale, T/U = Thuis/Uit, W = Wedstrijd, PUC = punten UEFA coëfficiënten .
Uitslagen vanuit gezichtspunt 1. FC Saarbrücken
| Seizoen | Competitie  | Ronde | Land            | Club     | Totaalscore | 1e W    | 2e W    | PUC |
| ------- | ----------- | ----- | --------------- | -------- | ----------- | ------- | ------- | --- |
| 1955/56 | Europacup I | 1/8   | Vlag van Italië | AC Milan | 5-7         | 4-3 (U) | 1-4 (T) | 2.0 |

Totaal aantal punten voor UEFA coëfficiënten: 2.0

## Overzichtslijsten
| Niveau | Aantal | Periode (1945-1948, 1951-2026)                                              |
| ------ | ------ | --------------------------------------------------------------------------- |
| I      | 20     | 1945-1948, 1951-1964, 1976-1978, 1985-1986, 1992-1993                       |
| II     | 29     | 1964-1976, 1978-1981, 1983-1985, 1986-1992, 1993-1995, 2000-2002, 2004-2006 |
| III    | 20     | 1981-1983, 1995-2000, 2002-2004, 2006-2007, 2010-2014, 2020-....            |
| IV     | 8      | 2007-2008, 2009-2010, 2014-2020                                             |
| V      | 1      | 2008-2009                                                                   |

### Eindklasseringen vanaf 1964 (grafisch)
- 1964 16e
Bundesliga
- 1965 1e
Regionalliga
- 1966 2e
Regionalliga
- 1967 2e
Regionalliga
- 1968 5e
Regionalliga
- 1969 3e
Regionalliga
- 1970 6e
Regionalliga
- 1971 4e
Regionalliga
- 1972 12e
Regionalliga
- 1973 13e
Regionalliga
- 1974 2e
Regionalliga
- 1975 7e
2. Bundesliga
- 1976 1e
2. Bundesliga
- 1977 14e
Bundesliga
- 1978 17e
Bundesliga
- 1979 8e
2. Bundesliga
- 1980 5e
2. Bundesliga
- 1981 17e
2. Bundesliga
- 1982 3e
Oberliga
- 1983 1e
Oberliga
- 1984 10e
2. Bundesliga
- 1985 3e
2. Bundesliga
- 1986 17e
Bundesliga
- 1987 15e
2. Bundesliga
- 1988 13e
2. Bundesliga
- 1989 3e
2. Bundesliga
- 1990 3e
2. Bundesliga
- 1991 5e
2. Bundesliga
- 1992 1e
2. Bundesliga
- 1993 18e
Bundesliga
- 1994 14e
2. Bundesliga
- 1995 7e
2. Bundesliga
- 1996 7e
Regionalliga
- 1997 3e
Regionalliga
- 1998 4e
Regionalliga
- 1999 5e
Regionalliga
- 2000 1e
Regionalliga
- 2001 8e
2. Bundesliga
- 2002 16e
2. Bundesliga
- 2003 6e
Regionalliga
- 2004 3e
Regionalliga
- 2005 12e
2. Bundesliga
- 2006 15e
2. Bundesliga
- 2007 15e
Regionalliga
- 2008 5e
Oberliga
- 2009 1e
Oberliga
- 2010 1e
Regionalliga
- 2011 6e
3. Liga
- 2012 10e
3. Liga
- 2013 11e
3. Liga
- 2014 20e
3. Liga
- 2015 2e
Regionalliga
- 2016 7e
Regionalliga
- 2017 3e
Regionalliga
- 2018 1e
Regionalliga
- 2019 2e
Regionalliga
- 2020 1e
Regionalliga
- 2021 5e
3. Liga
- 2022 7e
3. Liga
- 2023 5e
3. Liga
- 2024 5e
3. Liga
- 2025 3e
3. Liga

- Niveau 1
- Niveau 2
- Niveau 3
- Niveau 4
- Niveau 5

| Legenda niveautijdlijn | Legenda niveautijdlijn      | Legenda niveautijdlijn      | Legenda niveautijdlijn      | Legenda niveautijdlijn    | Legenda niveautijdlijn |
| Liga                   | Seizoen 1963/64 t/m 1973/74 | Seizoen 1974/75 t/m 1993/94 | Seizoen 1994/95 t/m 2007/08 | Seizoen 2008/09 tot heden | Opmerking              |
| ---------------------- | --------------------------- | --------------------------- | --------------------------- | ------------------------- | ---------------------- |
| Bundesliga             | Niveau I                    | Niveau I                    | Niveau I                    | Niveau I                  |                        |
| 2. Bundesliga          | --                          | Niveau II                   | Niveau II                   | Niveau II                 |                        |
| 3. Liga                | --                          | --                          | --                          | Niveau III                |                        |
| Regionalliga           | Niveau II                   | --                          | Niveau III                  | Niveau IV                 |                        |
| Oberliga               | --                          | Niveau III *                | Niveau IV                   | Niveau V                  | * vanaf 1978/79        |

## Bekende (oud-)spelers
- Raymond Beerens
- Kevin Behrens
- Andreas Brehme
- Mike Frantz
- Philipp Wollscheid
- Georg Lambert
- Julian de Guzmán
- Mustapha Hadji
- Gunter Thiebaut
- Giorgi Kinkladze
- Janne Lindberg
- Felix Magath
- Waldemar Philippi
- Michael Preetz
- Anthony Yeboah